# 哈奇·列希
哈奇·列希（1913年10月19日—1998年1月1日），阿尔巴尼亚军事领导人和政治家。
哈奇·列希生于迪勃拉城。1943年4月加入阿尔巴尼亚共产党（1948年改名为阿尔巴尼亚劳动党），二战期间他是阿民族解放军总参谋部成员之一。1944至1946年任临时政府内务部部长。1953年至1982年担任阿尔巴尼亚人民议会主席团主席，为名义上的国家元首，实际最高领导人为任职劳动党第一书记的恩维尔·霍查。
1995年12月被软禁。1996年5月24日，地拉那法院以“相互勾结、反人类”的罪名判处他无期徒刑。1998年1月1日在地拉那病逝。
| 官衔                 | 官衔                                        | 官衔                 |
| -------------------- | ------------------------------------------- | -------------------- |
| 前任： 奥默尔·尼沙尼 | 阿尔巴尼亚人民议会主席团主席 1953年－1982年 | 繼任： 拉米兹·阿利雅 |